# Халецкий, Дмитрий
Дми́трий Хале́цкий (пол. Dymitr Chalecki; около 1550 — 1598) — государственный деятель Речи Посполитой и Великого княжества литовского, мечник великий литовский (1581-1588), подскарбий великий литовский (1590—1598), маршалок сейма (в 1589).

## Биография
Граф из русско-литовского рода Великого княжества Литовского, герба Халецкий. Отец — Иосиф Михайлович Халецкий, староста овручский (1551—1553).
Государственную деятельность начал в качестве дворянина короля Стефана Батория, который в октябре 1579 года назначил его мечником великим литовским. В 1582 году был занят сбором налогов, утвержденных на сейме Речи Посполитой. 
Во время правления Батория был наделëн первыми староствами, завязал тесные отношения с представителями могущественных родов Сапег, а во время безкоролевья и с Радзивиллами. В ноябре 1587 года был маршалком виленского съезда, на котором литвины избрали его послом депутации Великого княжества Литовского на элекционный сейм в Кракове для избрания на престол Речи Посполитой Сигизмунда III.
Там же был назначен подскарбием литовским. В 1589 году был избран маршалком пацификационного сейма, закончившего период безкоролевья. 
4 апреля 1590 года стал подскарбием великим литовским и писарем литовским. В течение восьми лет занимался активной деятельностью по приведению в порядок финансов княжества. Уже в октябре 1590 году представил послам обширный мемориал, включающий все расходные и доходные части бюджета государства, указав при этом на имеющиеся недостатки «для спасения и предупреждения великого упадка» Великого княжества. Во время деятельности Дмитрия Халецкого на посту подскарбия, бюджет был достаточно наполненным. Король при необходимости черпал из него нужные средства, а после смерти графа можно было единовременно взять из него до ста тысяч злотых.  
В 1595 году входил в состав посольства на переговорах с Османской империей. Вместе с Радзивиллами участвовал в сражениях с казаками Наливайко, которые за это опустошили его могилёвское староство и личные поместья.
В 1596 году на сейме он был избран комиссаром для решения долгое время длящегося спора о границах между Великим княжеством Литовским и Королевством Польским в Подляшье, в ноябре того же года вместе с Львом Сапегой и Николай Радзивиллом «Сироткой» был королевским комиссаром на брестском синоде, завершившимся заключением Брестской унии. Рожденный православным, граф в 1591 году перешëл в католичество.
За заслуги перед Речью Посполитой Сигизмунд III наградил Дмитрия Халецкого многочисленными наделами и привилегиями. Он  сосредоточил в своих руках шесть староств, в том числе берестейское, владел домами и поместьями в Вильне и Гродно, кроме того, брал в залог земли богатых литвинов. 
В 1591 году король ему дал согласие на постройку собственной часовни при гродненском костёле для семейной усыпальницы.

## Семья
В 1582 году заключил брак с Региной Дыбовской, от которой имел 4 сыновей, из них наиболее известные: 
- Николай Кшифтоф (Христофор), воевода новогродский;
- Александр, маршалок сейма в 1627 году.